# 格里布斯考市鎮
格里布斯考市镇（丹麥語：Gribskov Kommune）是丹麥的一個市镇，位於西蘭島東北部，北隔卡特加特海峽與瑞典相望。屬首都大区。面積280平方公里，2009年人口40,627人。行政中心为赫爾辛厄。
2007年1月1日由格賴斯泰茲-吉勒萊厄和赫爾辛厄兩個市镇合併而成。